# 貝爾哲姆鎮區 (明尼蘇達州波爾克縣)
貝爾哲姆鎮區（英語：Belgium Township）是位於美國明尼蘇達州波爾克縣的一個行政鎮區。

## 歷史
貝爾哲姆鎮區於1880年設立，因大部份定居者皆來自比利時。

## 地方資料
貝爾哲姆鎮區的面積為94.30平方千米，當中陸地面積為94.24平方千米，而水域面積為0.06平方千米。根據2020年美國人口普查的數據，當地共有人口63人，而人口密度為每平方千米0.67人。